# 石门镇 (临沭县)
石门镇，是中华人民共和国山東省临沂市临沭县下辖的一个乡镇级行政单位。

## 行政区划
石门镇下辖以下地区：
后石门社区、中石门社区、西石门农村社区、徐庄村、刘棠村、陈棠村、吴棠村、宋棠村、后湖村、大官庄村、陈官庄村、白毛村、小冲村、大岱村、小岱村、西新庄村、西泉子埠村、东新庄村、大峪子村、界沟村、欧疃村、左官庄村、金岭村、岔河新村、羽泉村、前门村、转林新村、王岔河村和大巡会村。